# Ellen Auerbach
Ellen Auerbach (roz. Rosenberg, 20. května 1906 Karlsruhe – 30. července 2004 New York) byla americká fotografka německého původu a významná představitelka modernistické fotografie. Nejvíce je připomínána díky své inovativní tvorbě pro berlínské studio ringl+pit v období Výmarské republiky, které založila se svou kolegyní Gretou Stern. Jejich fotografické studio zaměřené na inovativní portrétní a reklamní fotografii bylo jedním z prvních na světě, které vedly dvě ženy působící v tehdy převážně mužském oboru.
V roce 1933 uprchla po nástupu nacismu do Palestiny, kde se živila natáčením krátkých filmů na podporu Izraele a otevřela si ateliér specializující se na fotografování dětí. V roce 1937 se přestěhovala do Spojených států amerických, kde opět pracovala jako fotografka dětí a spolupracovala s dětskou psycholožkou na krátkých filmech o chování dětí. V padesátých letech 20. století se přeorientovala na práci výchovné terapeutky dětí s poruchami učení.
Její tvorba byla znovu objevena v osmdesátých letech 20. století.

## Mládí a studia
Ellen Rosenberg se narodila 20. května 1906 v německém Karlsruhe do liberální židovské rodiny. Její otec byl úspěšný obchodník a matka se starala o domácnost. Rodiče jí umožnili studovat, protože se nezajímala o rodinný podnik, ale poskytli jí jen malou finanční podporu a povzbuzení. V letech 1924–1927 studovala umění na Badische Landeskunstschule v Karlsruhe a jejími profesory byli Paul Speck a Karl Hubbuch.
V roce 1928 pokračovala ve studiu sochařství na Akademii umění ve Stuttgartu. Když během studia vytvářela bustu svého strýce, dostala od něj fotoaparát, aby na objekty nahlížela ze správných úhlů. Tato první zkušenost s focením ji přivedla k fotografování jako způsobu obživy.

### Studium fotografie
V roce 1929 se přestěhovala do Berlína, kde studovala fotografii u Waltera Peterhanse, který byl členem designového hnutí Bauhaus. Během studia se seznámila s Peterhansovou další soukromou studentkou Gretou Stern. Liberální berlínské prostředí umožňovalo ženám žít svobodný společenský a sexuální život a Rosenberg se mohla odpoutat od tradičních očekávání své rodiny.
Studium přerušila v roce 1930, když se Peterhans přestěhoval do Dessau, kde vyučoval fotografii na umělecké a designové škole Bauhaus. Před odchodem ji povzbuzoval, aby se fotografii věnovala po celý život.

## Kariéra

### Spolupráce s Gretou Stern
V roce 1930 koupily Rosenberg a Stern Peterhansův ateliér a vybavení a založily vlastní fotografické a designérské studio specializující se na reklamní, módní a portrétní fotografii. Jednalo se o jeden z prvních fotografických podniků na světě, který vedly ženy. Studio pojmenovaly podle svých přezdívek z dětství ringl+pit (Pit byla přezdívka Ellen Rosenberg), což v podnikání, v němž dominovali muži, výhodně maskovalo skutečnost, že jsou ženy. Netradičně podepisovaly všechny své práce společně.
Dvojici ovlivnilo tehdejší tvůrčí prostředí v Berlíně. Zobrazovaly ženy nekonvenčním způsobem a ovlivňovaly tak vznikající obraz nové ženy. Zatímco Stern se specializovala na grafický design a formální stránku fotografie, Rosenberg dodávala jejich zobrazení žen v reklamě a filmu humorné a ironické prvky.
Zpočátku dostávaly jen málo zakázek. Fotografovaly přátele a milence, které poznaly v bohémských kruzích, včetně tanečnice Claire Eckstein a básnířky Marieluise Fleisser. V roce 1931 získaly práce studia ringl+pit pozitivní recenze v časopise Gebrauchsgraphik a v roce 1933 získaly první cenu za jeden ze svých plakátů v Bruselu. Ateliér začal pravidelně navštěvovat aktivista levicových politických kruhů Walter Auerbach a příležitostně v něm s oběma ženami bydlel. V roce 1932 se Rosenberg přestěhovala k Auerbachovi do malého podkrovního bytu.
Fotografické studio ringl+pit se etablovalo jako jedno z nejinovativnějších v Berlíně, specializovalo se na reklamní a portrétní fotografii a jeho portréty byly proslulé svou originalitou, neobvyklými kompozicemi, surrealistickými prvky a novátorským přístupem k zobrazování žen. Navrhovaly se zde také přebaly knih a vytvářely reklamy, které se objevovaly v nejvýznamnějších tehdejších časopisech. Stuido navštěvovali výrobci různého zboží od cigaret po ropné produkty.
Rosenberg experimentovala také s filmem. Natočila dva krátké černobílé filmy. Heiterer Tag auf Rügen mísí prvky přírody se záběry přátel z návštěvy ostrova Rujána. V krátkém němém dramatu Gretchen hat Ausgang hrála Stern nešikovnou služebnou a její budoucí manžel Horacio Coppola pohledného muže, který se ji snaží svést v místní zmrzlinárně.

### Odjezd do Palestiny
Když se v roce 1933 dostal k moci Hitler, Auerbach varoval obě fotografky před hrozícím nebezpečím. Koncem roku 1933 odjela Stern do Londýna a Rosenberg emigrovala do Palestiny. Krátce po příjezdu se stala oficiální fotografkou Ženské mezinárodní sionistické organizace (WIZO) a natočila 16mm černobílý film o rostoucím Tel Avivu. Když se k ní v Palestině připojil Auerbach, otevřeli spolu roku 1934 dětské fotografické studio s názvem Ishon.
V roce 1936 vypukla habešská válka a Walter Auerbach a Ellen Rosenberg odjeli do Londýna navštívit Gretu Stern. Rosenberg a Stern opět spolupracovali na několika zakázkách, včetně jejich poslední společné práce pro porodnici. Během svého pobytu v Londýně natočila Rosenberg krátký film o Bertoldu Brechtovi. Téhož roku Stern emigrovala do Argentiny a Rosenberg se pokusila získat pracovní povolení a povolení k pobytu pro vedení londýnského studia, ale neuspěla.

### Emigrace do USA
V roce 1937 se Ellen Rosenberg provdala za Waltera Auerbacha, aby mohli emigrovat do Spojených států amerických na společné vízum. Žili ve Filadelfii, kde měla příbuzné a pokračovala v práci dětské fotografky. V roce 1938 byla jedna její dětská fotografie vybrána na obálku druhého výročního čísla časopisu Life Magazine. V letech 1939–1942 dokumentovala umělecká díla pro Lessing-Rosenwaldovu uměleckou sbírku a experimentovala s infračerveným a ultrafialovým světlem.
Auerbachovi se v roce 1940 přestěhovali do New Yorku, kde Ellen pracovala na volné noze pro časopisy Time, Life a Photo Technique. Vytvářela také obaly na gramodesky pro společnost Columbia Masterworks. V roce 1945 se s Auerbachem rozvedla, ale zůstali přáteli. V letech 1946–1949 pracovala s dětskou psycholožkou Sybil Escalon v Menningerově psychiatrickém ústavu v Kansasu. Tam fotografovala a také natočila dva filmy o chování malých dětí. Na počátku padesátých let 20. století vyučovala fotografii na Junior College for Arts and Crafts v Trentonu ve státě New Jersey.
Pokračovala také v nekomerční tvorbě fotografií, které byly tvůrčím vyjádřením jejích myšlenek a dojmů. Mezi čtyřicátými a šedesátými lety 20. století hodně cestovala, fotografovala krajiny a přírodu, ale také interiéry, architekturu, pouliční scény a portréty. V roce 1955 se připojila k fotografovi přírody Eliotu Porterovi na cestě do Mexika, kde fotografovala kostely. Fotografie pořizovala za přirozeného světla, což bylo v té době neobvyklé. V tehdejší době se tato práce nedočkala uznání a byla publikována o mnoho let později ve dvou knihách. Cesta do Mexika byla jejím posledním profesionálním fotografickým projektem.

### Pedagogicko-terapeutická práce
V šedesáti letech se Auerbach vydala na novou profesní dráhu a do svých osmdesáti let poskytovala pedagogickou terapii dětem s poruchami učení v Educational Institute for Learning and Research v New Yorku. Přestože neměla žádné psychologické ani terapeutické vzdělání, ředitel institutu Tate Schmidt jí poskytl školení a příležitost. Při práci s dětmi využívala svůj vhled a intuici a navzdory nedostatku formálního vzdělání měla velmi vysokou úspěšnost. Vytvořila prostor, kde děti mohly zkoumat samy sebe a poznávat se způsobem, který nikdy předtím neznaly. Po letech ji mnohé z dětí navštěvovaly a zůstali přáteli.
V roce 1990, ve věku 84 let, přednášela na Institutu umění a Goethe Institutu v Chicagu o fotografické technice a svém životě fotografky. Zemřela 30. července 2004 v New Yorku.

## Rodina
Auerbach měla staršího bratra, který zemřel v dětském věku, a o 12 let mladšího bratra Waltera. V roce 1936 si Walter Rosenberg opatřil vízum do Argentiny a odplul tam žít s Gretou Stern, která byla v té době provdaná za Horacio Coppola. Rodiče Rosenbergovi zůstali během války v Karlsruhe. V roce 1941 je Němci poslali do koncentračního tábora Gurs ve Francii. Tábor byl osvobozen v roce 1944 americkými vojáky. Po válce se vrátili do Karlsruhe.

## Znovuobjevení
V osmdesátých letech 20. století začala dílo studia ringl+pit a Ellen Auerbach vystavovat německá muzea. Zájem o její dílo vyvolalo vydání dvou fotografických knih – Mexické kostely (1987) a Mexické oslavy (1990). Snímky pořídila během cesty po Mexiku v roce 1955 s kolegou fotografem Eliotem Porterem. V roce 1988 uspořádalo rodné město Ellen Auerbach výstavu nazvanou Emigriert a v roce 1993 uspořádalo Folkwang Museum v Essenu rozsáhlou výstavu ringl+pit. V roce 1998 byla v berlínské Akademii umění představena retrospektiva jejího díla.
V roce 1996 získal řadu ocenění dokumentární film Ringl+pit o spolupráci s Gretou Stern. Dochovalo se jen velmi málo jejich fotografií a většina je v držení muzeí a sběratelů.